# Okroug urbain d'Oussouriïsk
L'okroug urbain d'Oussouriïsk (en russe : Уссури́йский городско́й о́круг, Oussouriïski gorodskoï okroug) est une subdivision administrative (ville d'importance régionae) et une municipalité (okroug urbain) du kraï du Primorié en Russie. Situé en Extrême-Orient russe dans le kraï de l'Oussouri, il se situe dans la plaine du Khanka dans le centre-sud du Primorié, et il est frontalier de la Chine. Son centre administratif est la ville d'Oussouriïsk, et il compte en tout 38 localités. Sa population s'élevait à 205 343 habitants en 2023.

## Géographie

### Situation
L'okroug urbain d'Oussouriïsk est l'une des 28 subdivisions du kraï du Primorié, un sujet de l'Extrême-Orient de la Russie, en Mandchourie-Extérieure, autrefois chinoise (avant 1860). L'okroug urbain est situé dans la partie sud-ouest de la plaine du Khanka, et son centre administratif, la ville d'Oussouriïsk, est au confluent des rivières Razdolnaïa, Rakovka et Komarovka, dans la partie basse de la vallée. La partie nord de l'okroug urbain est plate; les parties occidentales, orientales et méridionales du district sont elles vallonnées et boisées. La superficie de l'okroug urbain est de 3 610 km2.

Au nord, l'okroug urbain est limitrophe des raïons d'Octobre et de Mikhaïlovka, et à l'est du raïon de Chkotovo. De plus, il borde au sud l'okroug urbain d'Artiom et le raïon de Nadejda, tandis qu'à l'ouest il est frontalier de la république populaire de Chine.

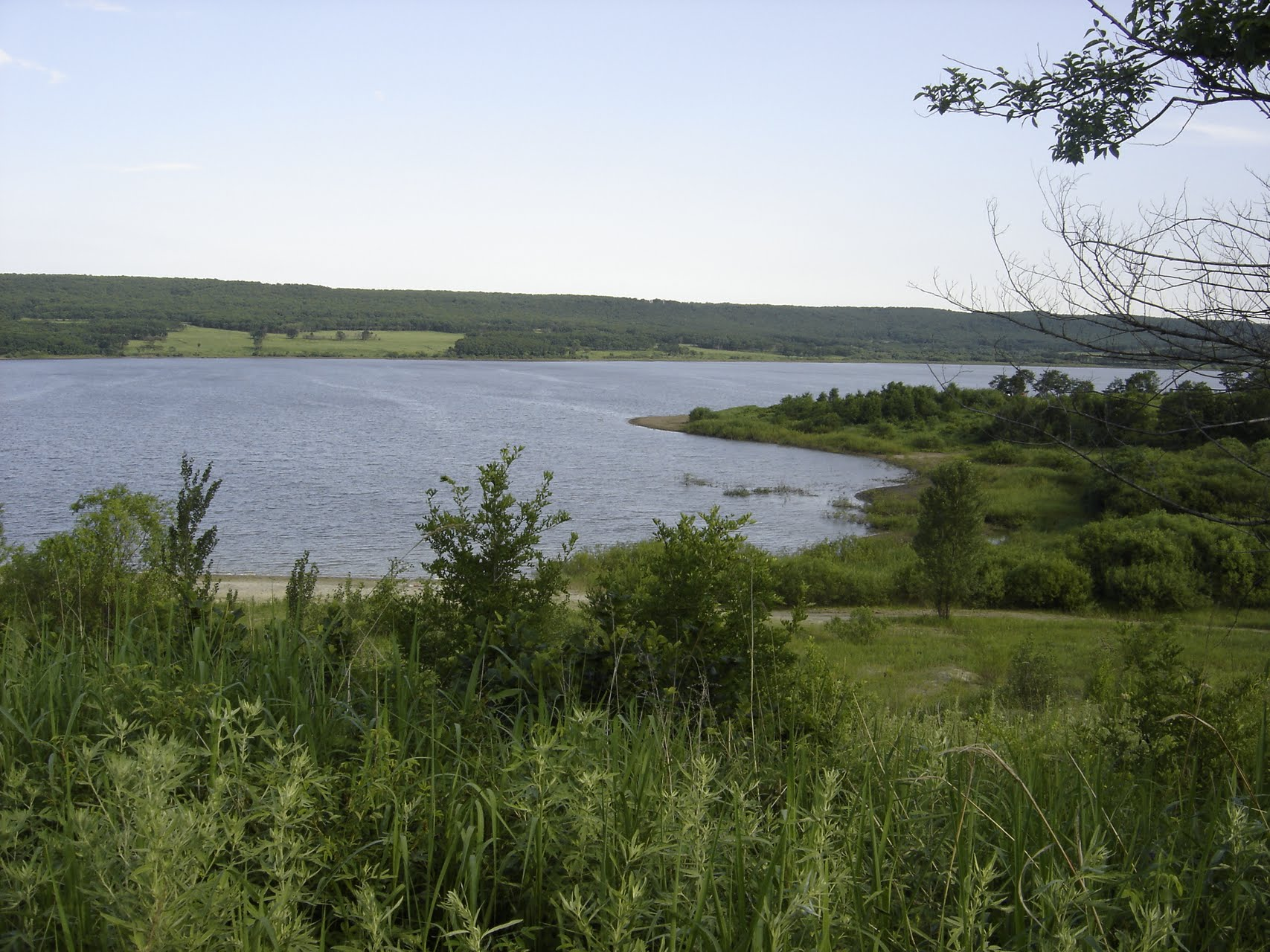
Réservoir sur la rivière Malaïa Kazatchka.
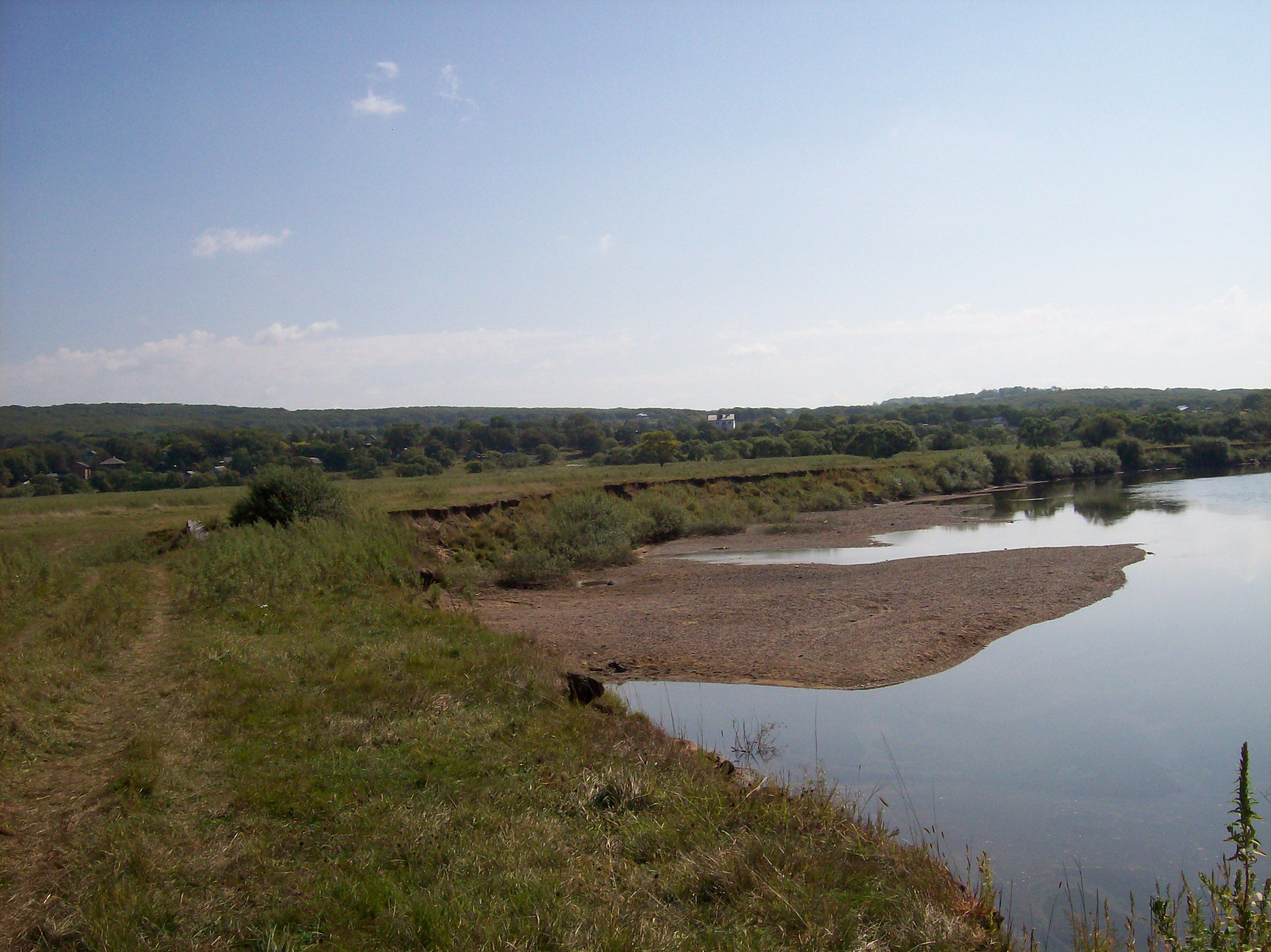
Village de Banevourovo et la Suifen.
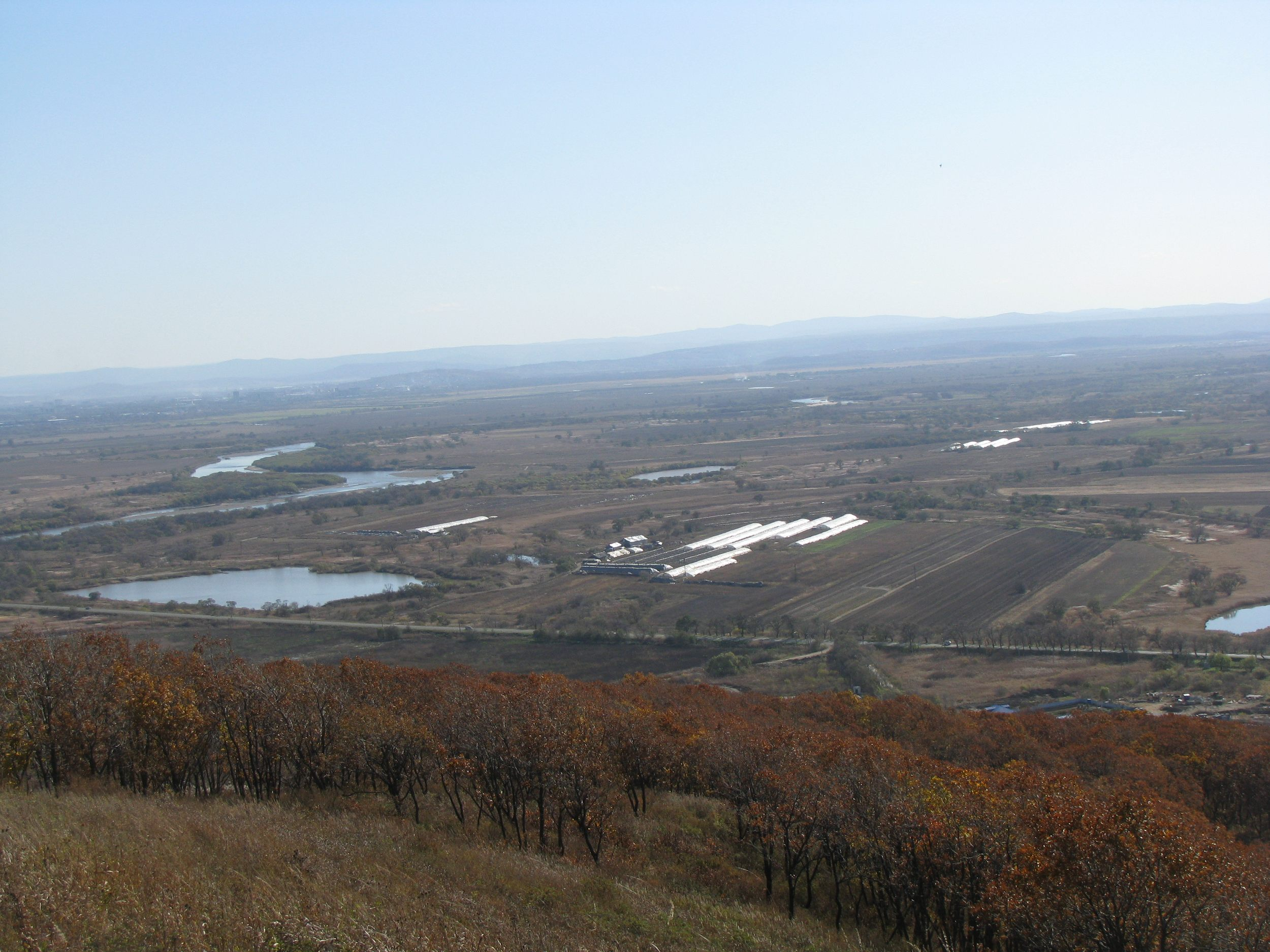
Plaine du Khanka, ici à Borissovka.
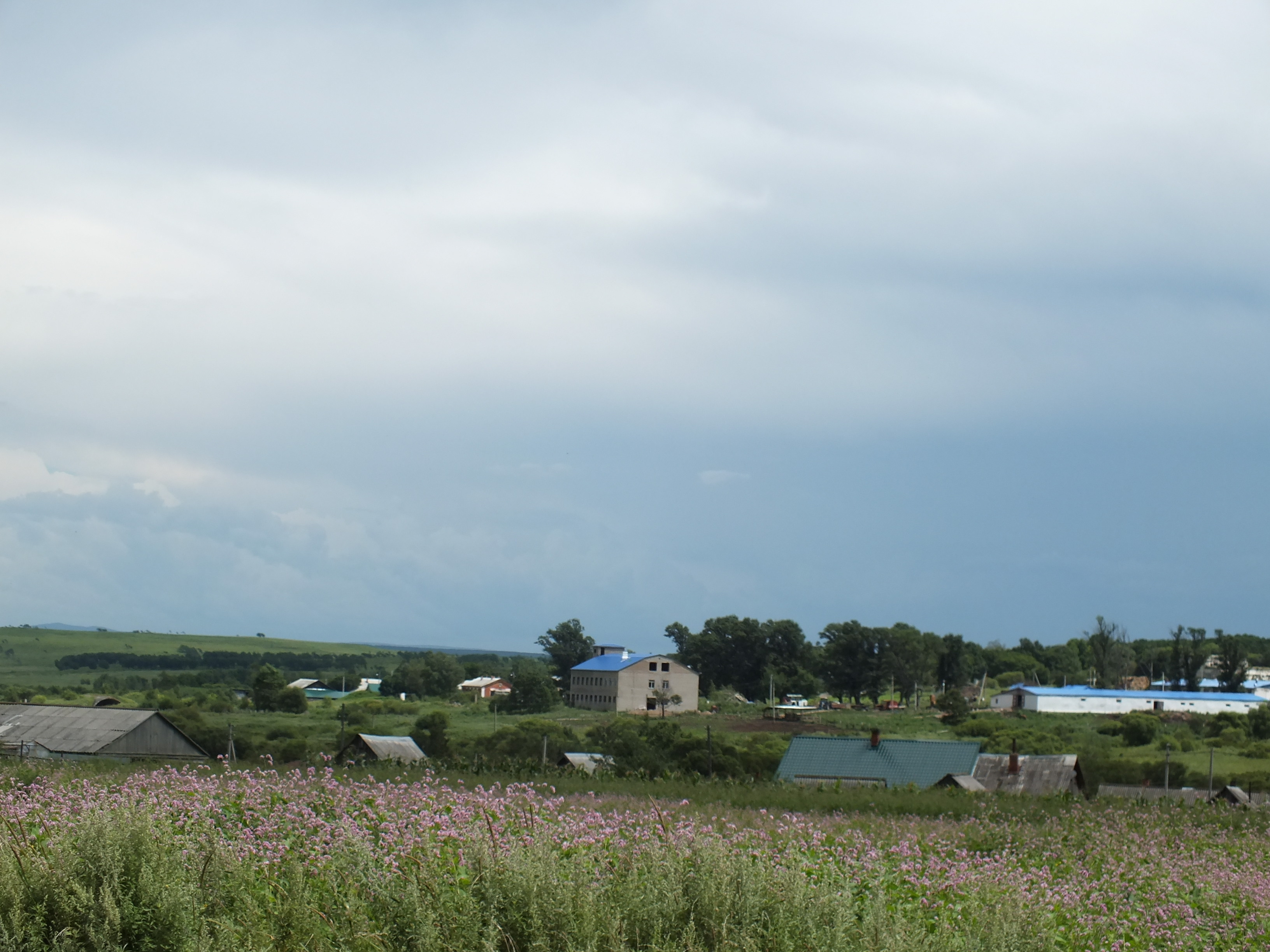
Village de Linevitchi.

### Climat
Le climat de l'okroug est semblable au reste du kraï du Primorié. L'hiver est généralement clair et ensoleillé, avec une température moyenne en janvier de −19 – −20 °C. Les précipitations sont en cette saison faible, avec seulement 50 à 55 mm de précipitations sur les trois mois d'hiver. Le printemps qui s'ensuit est relativement froid, avec une température moyenne en avril de +5 °C.
L'été est lui doux, voire chaud, mais il est humide avec des brouillards fréquents. La température moyenne est de +20–+21 °C en juillet-août. Les précipitations les plus importantes sont en août-septembre. Enfin, l'automne est caractérisé par un temps chaud, sec, avec un temps clair et ensoleillé (été indien), ce qui fait de lui la saison la plus agréable de l'année.

## Démographie
Recensements (*) ou estimations de la population,:
| 1926*  | 1929   | 1931   | 1939*  | 1970*   | 1979*   |
| ------ | ------ | ------ | ------ | ------- | ------- |
| 78 054 | 80 586 | 91 400 | 91 712 | 154 592 | 173 764 |

| 1989*   | 2002*   | 2010*   | 2021*   | 2022    | 2023    |
| ------- | ------- | ------- | ------- | ------- | ------- |
| 187 207 | 184 526 | 184 046 | 205 862 | 205 968 | 205 343 |

## Localités
L'okroug urbain d'Oussouriïsk comptait au 29 juin 2023 38 localités, dont une ville.
| Liste des localités | Liste des localités | Liste des localités | Liste des localités         | Liste des localités         |
| N°                  | Localité            | Statut              | Population Recensement 2010 | Population Recensement 2021 |
| ------------------- | ------------------- | ------------------- | --------------------------- | --------------------------- |
| 1                   | Alekseï-Nikolskoïe  | village             | 705                         |                             |
| 2                   | Banevourovo         | village             | 284                         |                             |
| 3                   | Bogatyrka           | village             | 235                         |                             |
| 4                   | Bogolioubovka       | village             | 142                         |                             |
| 5                   | Borissovka          | village             | 2396                        | 2 472                       |
| 6                   | Borissovski Most    | village             | 14                          |                             |
| 7                   | Vozdvijenka         | village             | 6454                        | 6 352                       |
| 8                   | Vozdvijenski        | gare ferroviaire    | 75                          |                             |
| 9                   | Gloukhovka          | village             | 262                         |                             |
| 10                  | Gorno-Taïojnoïe     | village             | 240                         |                             |
| 11                  | Dolini              | village             | 89                          |                             |
| 12                  | Doubovi Klioutchi   | village             | 187                         |                             |
| 13                  | DEOU-196            | village             | 52                          |                             |
| 14                  | Zaretchnoïe         | village             | 863                         |                             |
| 15                  | Kaïmanovka          | village             | 334                         |                             |
| 16                  | Kamenoutchka        | village             | 290                         |                             |
| 17                  | Kondratenovka       | village             | 228                         |                             |
| 18                  | Korsakovka          | village             | 1357                        | 1 323                       |
| 19                  | Korfovka            | village             | 150                         |                             |
| 20                  | Krasni Iar          | village             | 467                         |                             |
| 21                  | Krounovka           | village             | 594                         |                             |
| 22                  | Kougouki            | village             | 69                          |                             |
| 23                  | Limitchiovka        | gare ferroviaire    | 66                          |                             |
| 24                  | Linevitchi          | village             | 152                         |                             |
| 25                  | Monakino            | village             | 170                         |                             |
| 26                  | Nikolo-Lvovskoïe    | village             | 148                         |                             |
| 27                  | Novonikolsk         | village             | 4449                        |                             |
| 28                  | Partizan            | possiolok           | 500                         |                             |
| 29                  | Poutsilovka         | village             | 479                         |                             |
| 30                  | Pouchkino           | village             | 3                           |                             |
| 31                  | Rakovka             | village             | 1203                        |                             |
| 32                  | Stepnoïe            | village             | 651                         |                             |
| 33                  | Timiriazevski       | possiolok           | 1671                        |                             |
| 34                  | Oulitovka           | village             | 251                         |                             |
| 35                  | Oussouriïsk         | ville               | 158 004                     | 180 393                     |
| 36                  | Outesnoïe           | village             | 388                         |                             |
| 37                  | Elitnoïe            | village             | 133                         |                             |
| 38                  | Iakonovka           | village             | 291                         |                             |